# Велике (заказник)
Велике — гідрологічний заказник місцевого значення в Україні. Розташований у межах Бобровицького району Чернігівської області, на захід від с. Браниця. 
Площа 23 га. Статус присвоєно згідно з рішенням Чернігівського облвиконкому від 27.12.1984 р. № 454. Перебуває у віданні ДП «Ніжинське лісове господарство» (кв. 41 – 43 Коляжинського лісництва).
Охороняється осокове низинне  болото серед лісового масиву, де зростає дуб звичайний, береза повисла, вільха чорна. Заказник має велике значення в регулюванні рівня грунтових вод.